# Jaroslav Jeroným Neduha
Jaroslav Jeroným Neduha, častěji zkráceně J. J. Neduha (7. srpna 1945 Česká Lípa – 25. listopadu 2024), byl český zpěvák a kytarista.
V šedesátých letech vystupoval v několika malých filmových rolích (mj. Kulhavý ďábel). V letech 1968 až 1969 cestoval po Spojeném království, ale nakonec se vrátil. V roce 1974 založil kapelu Extempore, jejíž vedení po několika letech předal Mikoláši Chadimovi. Poté hrál s Karlem Kryštofem Navrátilem ve folkové kapele Mezzanin (v roce 2012 vyšlo archivní album Pavilon č. 2 nahrané v roce 1981). V roce 1983 emigroval – v rámci Asanace – do Rakouska, žil ve Vídni a získal rakouské státní občanství. V roce 1991 se vrátil do rodné země.
V roce 2002 vydalo nakladatelství Maťa Neduhovu autobiografickou novelu To, co se sem nehodí. O šest let později vyšla v nakladatelství Galén novela Boží mlýny o zničení Kaple sv. Kříže v zaniklé šumavské vesnici Hůrka. V roce 2011 následovaly sebrané písňové texty v knize Antizpěvník a roku 2016 autobiografie Životaběh, obě rovněž v nakladatelství Galén. Jeho poslední knihou je sbírka převyprávěných starých šumavských pověstí Horg a další legendy ze Šumavy.
Rovněž se věnoval malování. Karel Kryl zmiňuje J. J. Neduhu ve své písni Písničkařský bacil.
Jeho mladším bratrem je spisovatel a zpěvák Jiří Neduha.